# Mistrovství světa juniorů v atletice 1990

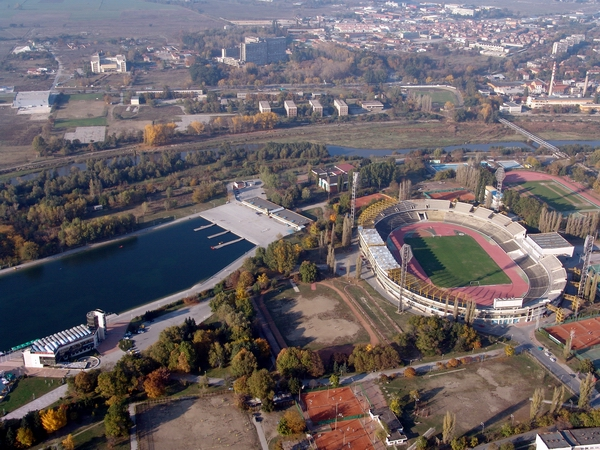
Prostředí, kde se mistrovství odehrávalo

3. mistrovství světa juniorů v atletice se uskutečnilo ve dnech 8. – 12. srpna 1990 v bulharském městě Plovdiv. Na programu bylo dohromady 41 disciplín (23 chlapeckých a 18 dívčích). Šampionátu se zúčastnilo 987 atletů (606 chlapců a 381 dívek) z 87 států světa. Podle zdrojů IAAF se MSJ zúčastnilo 1033 atletů a atletek z 86 států světa.

## Výsledky

### Muži
| Disciplína        | Zlato                                                                              | Výkon    | Stříbro                                                                                  | Výkon    | Bronz                                                                       | Výkon    |
| 100 m             | Davidson Ezinwa                                                                    | 10,17    | Jason Livingston                                                                         | 10,25    | Rodney Bridges                                                              | 10,37    |
| 200 m             | Alexandr Goremykin                                                                 | 20,47    | Davidson Ezinwa                                                                          | 20,75    | James Stallworth                                                            | 20,81    |
| 400 m             | Chris Nelloms                                                                      | 45,43    | Rico Lieder                                                                              | 46,28    | Mark Richardson                                                             | 46,33    |
| 800 m             | Desta Asgedom                                                                      | 1:46,35  | Jonah Birir                                                                              | 1:46,61  | Norberto Téllez                                                             | 1:47,33  |
| 1500 m            | Moses Kiptanui                                                                     | 3:38,32  | Alemayehu Roba                                                                           | 3:41,71  | Desta Asgedom                                                               | 3:43,38  |
| 5000 m            | Fita Bayisa                                                                        | 13:42,59 | Abreham Assefa                                                                           | 13:44,63 | Francesco Bennici                                                           | 13:47,10 |
| 10 000 m          | Richard Chelimo                                                                    | 28:18,57 | Ismael Kirui                                                                             | 28:40,77 | Juma Ninga                                                                  | 28:41,90 |
| Běh na 20 km      | Cosmas Ndeti                                                                       | 59:42    | Juma Ninga                                                                               | 1.00:30  | Dagane Dabela                                                               | 1.01:02  |
| 110 m překážek    | Antti Haapakoski                                                                   | 13,74    | Alexis Sánchez                                                                           | 13,75    | Kyle Vander-Kuyp                                                            | 13,85    |
| 400 m překážek    | Rohan Robinson                                                                     | 49,73    | Yoshihiko Saito                                                                          | 49,99    | Alexandr Belikov                                                            | 50,22    |
| 3000 m překážek   | Matthew Birir                                                                      | 8:31,02  | Francisco Munuera                                                                        | 8:41,03  | Simeon Rono                                                                 | 8:42,05  |
| Chůze na 10 000 m | Ilja Markov                                                                        | 39:55,52 | Alberto Cruz                                                                             | 39:56,49 | Jefferson Pérez                                                             | 40:08,23 |
| Štafeta 4 × 100 m | Spojené státy americké Chris Nelloms Rodney Bridges Reggie Harris James Stallworth | 39,13    | Sovětský svaz Sergejs Insakovs Konstantin Gromadskiy Vitalij Semjonov Alexandr Goremykin | 39,58    | Nigérie Innocent Asonze Davidson Ezinwa Nnamdi Anusim Osmond Ezinwa         | 39,68    |
| Štafeta 4 × 400 m | Spojené státy americké Derek Mills Marvin Samuels Reggie Harris Chris Nelloms      | 3:02,26  | Spojené království David Grindley Adrian Patrick Craig Winrow Mark Richardson            | 3:03,80  | Austrálie Matthew Burmeister Rohan Robinson Simon Hollingsworth Paul Greene | 3:05,51  |
| Skok do výšky     | Dragutin Topić                                                                     | 2,37 m   | Tim Forsyth                                                                              | 2,29 m   | Stevan Zoric                                                                | 2,26 m   |
| Skok o tyči       | Jean Galfione                                                                      | 5,45 m   | Dmitrij Kurkulin                                                                         | 5,40 m   | Miroslav Dukov                                                              | 5,40 m   |
| Skok daleký       | James Stallworth                                                                   | 8,12 m   | Dion Bentley                                                                             | 8,05 m   | Kareem Streete-Thompson                                                     | 7,94 m   |
| Trojskok          | Sergej Bykov                                                                       | 16,98 m  | Yoelbi Quesada                                                                           | 16,62 m  | Nikolaj Raev                                                                | 16,22 m  |
| Vrh koulí         | Viktor Bulat                                                                       | 19,21 m  | Sie Šeng-jing                                                                            | 18,57 m  | Jurij Ivanov                                                                | 18,13 m  |
| Hod diskem        | Ilian Iliev                                                                        | 58,28 m  | Frank Bicet                                                                              | 57,10 m  | Jan Engelmann                                                               | 56,82 m  |
| Hod kladivem      | Andrej Debelij                                                                     | 70,60 m  | Savvas Saritzoglou                                                                       | 70,32 m  | Andreej Budjkin                                                             | 69,36 m  |
| Hod oštěpem       | Tommi Viskari                                                                      | 73,88 m  | Dariusz Trafas                                                                           | 72,76 m  | Jarkko Heimonen                                                             | 72,30 m  |
| Desetiboj         | Eric Kaiser                                                                        | 7 762    | Jarkko Finni                                                                             | 7 698    | David Bigham                                                                | 7 488    |

### Ženy
| Disciplína        | Zlato                                                                              | Výkon    | Stříbro                                                                               | Výkon    | Bronz                                                                                       | Výkon    |
| 100 m             | Andrea Philippová                                                                  | 11,36    | Nikole Mitchell                                                                       | 11,47    | Lucrécia Jardim                                                                             | 11,52    |
| 200 m             | Diane Smith                                                                        | 23,10    | Zundra Feaginová                                                                      | 23,13    | Lucrécia Jardimová                                                                          | 23,26    |
| 400 m             | Fatima Yusufová                                                                    | 50,62    | Charity Opara                                                                         | 51,28    | Manuela Derr                                                                                | 51,95    |
| 800 m             | Liou Li                                                                            | 2:03,65  | Magdalena Nedelcu                                                                     | 2:04,52  | Aurica Rautu                                                                                | 2:04,78  |
| 1500 m            | Čchü Jün-sia                                                                       | 4:13,67  | Claudia Mirela Bortoi                                                                 | 4:14,19  | Malin Ewerlöfová                                                                            | 4:14,61  |
| 3000 m            | Simona Staicu                                                                      | 9:09,57  | Liou Š'-siang                                                                         | 9:10,54  | Hatsumi Matsumoto                                                                           | 9:11,92  |
| 10 000 m          | Derartu Tuluová                                                                    | 32:56,26 | Rika Ota                                                                              | 33:06,85 | Lydia Cheromei                                                                              | 33:20,83 |
| 100 m překážek    | Gillian Russellová                                                                 | 13,31    | Keri Maddoxová                                                                        | 13,38    | Ilka Rönischová                                                                             | 13,41    |
| 400 m překážek    | Nelli Voronkovová                                                                  | 55,84    | Marjana Lužarová                                                                      | 56,74    | Omolade Akinremi                                                                            | 56,97    |
| Chůze na 5000 m   | Susana Feitorová                                                                   | 21:44,30 | Tatiana Sčastnaja                                                                     | 22:28,74 | Simone Thustová                                                                             | 22:44,65 |
| Štafeta 4 × 100 m | Jamajka Gillian Russellová Revoli Campbellová Merlene Frazerová Nikole Mitchellová | 43,82    | Spojené království Annabel Soperová Diane Smithová Donna Fraserová Katharine Merryová | 44,16    | Spojené státy americké Monifa Taylorová Tisha Pratherová Angela Burnhamová Zundra Feaginová | 44,50    |
| Štafeta 4 × 400 m | Austrálie Sophie Scamps Renée Poetschka Kylie Hanigan Susan Andrews                | 3:30,38  | Jamajka Claudine Williams Winsome Cole Inez Turner Catherine Scott                    | 3:31,09  | Kuba Yojanis Casanova Julia Duporty Odalmis Limonta Nancy McLeon                            | 3:31,81  |
| Skok do výšky     | Světlana Lavrovová                                                                 | 1,91 m   | Katja Kilpi                                                                           | 1,88 m   | Lea Haggettová                                                                              | 1,88 m   |
| Skok daleký       | Iva Prandževová                                                                    | 6,53 m   | Erica Johanssonová                                                                    | 6,50 m   | Sandrine Hennartová                                                                         | 6,49 m   |
| Vrh koulí         | Čchiou Čchiao-pching                                                               | 18,20 m  | Li Siao-jün                                                                           | 17,74 m  | Heike Hopferová                                                                             | 17,27 m  |
| Hod diskem        | Natalia Kaptjuk                                                                    | 61,44 m  | Lisa-Marie Vizaniari                                                                  | 60,44 m  | Anja Gündler                                                                                | 59,30 m  |
| Hod oštěpem       | Tanja Damaskeová                                                                   | 61,06 m  | Oksana Ovčinnikova                                                                    | 57,26 m  | Mandy Liverton                                                                              | 56,68 m  |
| Sedmiboj          | Beatrice Mau                                                                       | 6 166    | Rita Ináncsi                                                                          | 5 940    | Joanne Henry                                                                                | 5 728    |

## Medailové pořadí
| Umístění | Stát                           | Zlato | Stříbro | Bronz | Celkem |
| -------- | ------------------------------ | ----- | ------- | ----- | ------ |
| 1.       | Sovětský svaz                  | 8     | 4       | 3     | 15     |
| 2.       | Spojené státy americké         | 4     | 2       | 3     | 9      |
| 3.       | Keňa                           | 4     | 2       | 2     | 8      |
| 4.       | Čína                           | 3     | 3       | 0     | 6      |
| 5.       | Etiopie                        | 3     | 2       | 2     | 7      |
| 6.       | Německá demokratická republika | 3     | 1       | 6     | 10     |
| 7.       | Austrálie                      | 2     | 2       | 2     | 6      |
| 7.       | Nigérie                        | 2     | 2       | 2     | 6      |
| 9.       | Finsko                         | 2     | 2       | 1     | 5      |
| 10.      | Jamajka                        | 2     | 2       | 0     | 4      |
| 11.      | Bulharská lidová republika     | 2     | 0       | 2     | 4      |
| 12.      | Spojené království             | 1     | 4       | 4     | 9      |
| 13.      | Rumunsko                       | 1     | 2       | 1     | 4      |
| 14.      | SFR Jugoslávie                 | 1     | 1       | 1     | 3      |
| 15.      | Portugalsko                    | 1     | 0       | 2     | 3      |
| 16.      | Francie                        | 1     | 0       | 0     | 1      |
| 16.      | Západní Německo                | 1     | 0       | 0     | 1      |
| 18.      | Kuba                           | 0     | 3       | 2     | 5      |
| 19.      | Japonsko                       | 0     | 2       | 1     | 3      |
| 20.      | Švédsko                        | 0     | 1       | 1     | 2      |
| 20.      | Tanzanie                       | 0     | 1       | 1     | 2      |
| 22.      | Maďarsko                       | 0     | 1       | 0     | 1      |
| 22.      | Mexiko                         | 0     | 1       | 0     | 1      |
| 22.      | Polsko                         | 0     | 1       | 0     | 1      |
| 22.      | Španělsko                      | 0     | 1       | 0     | 1      |
| 22.      | Řecko                          | 0     | 1       | 0     | 1      |
| 27.      | Belgie                         | 0     | 0       | 1     | 1      |
| 27.      | Ekvádor                        | 0     | 0       | 1     | 1      |
| 27.      | Itálie                         | 0     | 0       | 1     | 1      |
| 27.      | Kajmanské ostrovy              | 0     | 0       | 1     | 1      |
| 27.      | Nový Zéland                    | 0     | 0       | 1     | 1      |
| Celkem   | Celkem                         | 41    | 41      | 41    | 123    |